# Hoya megalaster
Hoya megalaster ist eine Pflanzenart der Gattung der Wachsblumen (Hoya) aus der Unterfamilie der Seidenpflanzengewächse (Asclepiadoideae).

## Merkmale
Hoya megalaster ist eine epiphytische, windende, kletternde Pflanze mit dicht beblätterten Trieben. Die Triebe haben einen Durchmesser von 2 bis 3 mm und sind weitgehend kahl oder weisen spärlich, sehr kleine, etwas erhabene Lentizellen auf. Unter den Blattbasen sind die Triebe etwas verdickt. Die ausgebreiteten, gegenständigen Blätter sind gestielt, die wachsartig-bereiften Stiele sind 2 cm lang und 2 bis 3 mm dick. Die ledrigen Blattspreiten sind breit-eiförmig, 8 bis 14 cm lang und etwas unterhalb der Mitte 5 bis 9 cm breit. Die größten Blätter waren 20 cm lang und 8,5 cm breit. Die Basis ist gerundet bis leicht herzförmig, der Apex ist zipflig ausgezogen. Die Ober- und Unterseiten sind kahl. An der Basis sitzen Drüsen. Die Blattnervatur besteht aus der Mittelrippe; von dieser gehen auf jeder Seite 3 bis 4 undeutliche Sekundärrippen ab.
Der doldenförmige, hängende Blütenstand besteht aus 8 bis 12 Blüten, die Oberseite ist flach. Die Blütenstandsstiele sind 6 cm lang, 2 mm dick und entspringen den Blattachseln. Sie sind kahl, im unteren Teil sitzen Lentizellen. Die Blütenstiele sind etwa 5 cm lang, 0,75 mm dick und kahl. Die Kelchblätter sind breit-eiförmig, etwa 1 mm lang und kahl. Die Blütenkrone hat einen Durchmesser von 2,5 bis 3 cm. Innen- und Außenseite sind kahl bis auf einen Bereich im Zentrum, der flaumig behaart ist. Die Kronblätter sind innen rot, auf der Außenseite etwas heller. Die Kronblätter sind in der basalen Hälfte miteinander verwachsen. Die breit-dreieckigen Kronblattzipfel sind 0,8 cm lang und nach oben gebogen, die Apices sind kurz gespitzt. Die Blütenkrone bekommt dadurch einen flach glockenförmigen oder tassenförmigen Habitus. Die Nebenkrone ist dunkelrot, die Apices sind etwas heller. Die Nebenkronenzipfel sind annähernd horizontal ausgebreitet; sie sind etwa 6 mm lang und 3 mm breit. Die Unterseite weist eine Längsrinne auf. Der innere Fortsatz ist spitz und aufsteigend, der äußere Fortsatz spitz zulaufend, aber wenig aufsteigend. Die Anhänge der Staubbeutel sind gerundet.

## Ähnliche Arten
Die Art ist nahe verwandt mit Hoya archboldiana, Hoya lauterbachii, Hoya macgillivrayi und Hoya onychoides, die alle sehr große, mehr oder weniger tassen- bis glockenförmige Blüten besitzen. Die Nebenkronenzipfel sind relativ schmal.
Die Blüten von Hoya macgillivrayi und Hoya lauterbachii sind fast doppelt so groß. Die Blüte von Hoya lauterbachii ist zudem deutlich mehr glockenförmig mit kürzeren Kronblattzipfeln. Noch deutlicher glockenförmig ist die Blütenkrone von Hoya archboldiana; diese Art hat zudem wesentlich größere Blätter. Hoya onychoides hat sehr charakteristische klauenförmige Kronblattzipfel.

## Geographische Verbreitung und Habitat
Die Art kommt in Papua-Neuguinea am Oberlauf des Augustaflusses im Kaiser Wilhelms-Land vor.

## Taxonomie
Das Taxon wurde 1907 von Otto Warburg beschrieben. Der Verbleib des Holotyps ist nicht bekannt (Hollrung no. 258). Das Taxon wird von der Datenbank Plants of the World online als gültiges Taxon akzeptiert. Allerdings listet IPNI wie auch Plants of World online das Taxon mit der Autorschaft Warb. ex K.Schum. & Lauterb (1900). In dieser Arbeit ist das Taxon jedoch ein nomen nudum, da keine Beschreibung erfolgte.